# هنک سگ گاوچران

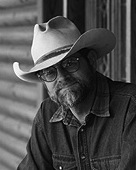
جان آر. اریکسون، خالق هنک

هنک، سگ گاوچران (به انگلیسی: Hankthecowdog)مجموعه رمان‌های اسرارآمیز خنده‌دار برای کودکان است که توسط جان. آر. اریکسون نوشته شده و در ایران توسط فرزاد فربد ترجمه شده‌است. این مجموعه در سال ۱۹۸۲ شروع شده‌است. این کتاب جوایز بسیاری دریافت کرده‌است و بیش از هشت میلیون نسخه از آن به در سراسر دنیا به فروش رفته است.

## خلاصه داستان
هنک یک سگ احمق است و تصور می‌کند فرمانده حفاظت مزرعه‌است. او یک دست یار نادان به نام دراور، یک معشوقه به نام بیولا و دو رئیس به نام‌های لوپر و اسلیم و همچنین یک همسر رئیس به نام سالی‌می دارد که تقریباً دشمن خونی‌اش محسوب می‌شود. او تعدادی دوست و دشمن دیگر هم دارد و به همراه دیگر افراد ماجراهای بسیار خنده داری را به وجود می‌آورد. از جمله دشمنهای او باستر است که یک سگ ولگرد محسوب می‌شود و همچنی می‌توان به قروچه اشاره کرد که یک کایوت است و جالب است که خواهر قروچه به نام خانومی یکی از معشوقه‌های هنک است و از جمله معشوقه‌های مهم او می‌توان به دوشیزه اسکمپر اشاره کرد.

## شخصیت‌ها
- هنک، او یک سگ قهوه‌ای رنگ و بوگند و و عقل کل است که تصور می‌کند فرماندهٔ حفاظت از مزرعه است.
- دراور، او یک سگی سفید و ترسو است که دستیار هنک است ولی در هیچ‌کدام از کارها به هنک کمک نمی‌کند او نیز بیولا را دوست دارد.
- لوپر، صاحب هنک است و به قول هنک لوپر او را درک نمی‌کند ولوپر فکر می‌کند که این سگ‌ها به هیچ دردی نمی‌خورند (البته دراور آره)
- سالی می، او همسر لوپر است و با هنک دشمن است و همهٔ اتفاق‌های بدی را که داخل مزرعه می‌افتد تقصیر هنک می‌اندازد. حتی یک بار سعی کرد هنک را خفه کند.
- اسلیم، جزو صاحب‌های هنک است و بعضی وقت‌ها هنک به خانهٔ او می‌رود اسلیم فردی شلخته و کثیف است.
- بیولا، او کسی است که هنک خوابش را می‌بیند کسی با چشم‌های درشت قهوه‌ای وموهای لخت که هنک او را دوست دارد ولی بیولا عاشق سگ کفتر بازی است به اسم پلوتو.
- پلوتو، کسی است که بیولا عاشقش است و پلوتو سگ کفتر بازی است به این معنی که با کبوترها بازی می‌کند.
- پیت، گربهٔ انباری که هنک از او متنفر است ولی پیت حیوان مورد علاقهٔ سالی می است و سالی می تمام کارهای غذاهارا به پیت می‌دهد در صورتی که پیت هیچ کاری نکرده.

شخصیت‌های بسیاری هستند که در هر داستان حضور دارند ولی این شخصیت‌ها تقریباً شخصیت‌های اصلی داستان‌های هنک سگ گاوچران هستند.

## کتاب‌ها
- ماجراهای دست اول
- دیدار با جغد جادوگر
- زندگی سگی
- قتل در چراگاه
- عشق رنگ و رو رفته
- با دم سگ بازی نکن
- نفرین بلال عجیب و قیمتی
- پرونده اسب قاتل یک چشم
- پرونده شبح هالووین
- نوبت سگی
- گمشده در جنگل تاریک و طلسم شده
- پرونده روباه ویلن زن
- لاشخور مصدوم در شب کریسمس
- پرونده میمون حقه باز
- پرونده گربه گمشده
- گمشده در کولاک کور کننده
- پرونده سگ ماشین پارس کن
- پرونده نره گاو شاخ قلابی
- پرونده گاو دزد نیمه شب
- شبح در آینه
- پرونده گربه خون‌آشام

## اطلاعات کتاب
نویسنده:جان. آر اریکسون

مترجم:فرزاد فربد

ناشر:کتاب پنجره

شابک: